# 독일계 카자흐스탄인
독일계 카자흐스탄인(독일어:Deutsche Kasachstans, 카자흐어:Германияның Қазақстаны)는 카자흐스탄에 거주하는 독일인이다. 인구는 226,092명(2021년)이며 전체의 1.18%를 차지한다. 주로 카라간다, 코스타나이, 아크몰라, 파블로다르 등에 거주한다.

## 같이 보기
- 게르만족
- 서게르만족
- 독일인
- 카자흐스탄의 인구